# Pleiarthrocerus
Pleiarthrocerus is een kevergeslacht uit de familie van de boktorren (Cerambycidae). De wetenschappelijke naam van het geslacht werd voor het eerst geldig gepubliceerd in 1914 door Bruch.

## Soorten
Pleiarthrocerus is monotypisch en omvat slechts de volgende soort:
- Pleiarthrocerus opacus Bruch, 1914